# Compresa
Una compresa (o classe colturale) è un raggruppamento di particelle assestamentali che presentano una simile identità colturale. Si tratta quindi di una suddivisione al livello della quale vengono trattate in maniera specifica colture distinte, sia per quanto concerne il punto di stabilità ed equilibrio a cui la coltura dovrebbe tendere, sia per la pianificazione degli interventi da effettuare.
La programmazione delle operazioni da svolgere è una parte delicata del piano di gestione di un bosco. Le risoluzioni decise, infatti, ne influenzeranno il futuro e devono essere dunque basate su una serie di fattori. In primis, bisogna considerare il fatto che i tempi di evoluzione di un bosco sono piuttosto lenti; di conseguenza le scelte devono essere effettuate su lunghi periodi, cercando di non trascurare anche sviluppi che nell'immediato non sembrano essere prossimi.
Oltre che dal punto di vista temporale, bisogna valutare gli interventi anche da quello geografico. Operazioni di abbattimento eseguite presso particelle adiacenti, ad esempio, potrebbero portare anche a fenomeni di dissesto idrogeologico, anche se l'entità delle manovre prese singolarmente fosse quantitativamente accettabile.
Una compresa è dunque costituita da tutte le particelle in cui si può adottare la stessa strategia assestamentale. Essendo un'aggregazione di particelle o sottoparticelle, una compresa può estendersi per centinaia di ettari.
In alcuni casi si può parlare di ipercomprese, costituite dall'aggregazione di boschi accomunati dallo stesso tempo di ritorno, seppur eterogenei rispetto alle identità colturali.